# جوانا فان دي فينكل
جوانا فان دي فينكل (بالإنجليزية: Joanna van de Winkel) هي متسابق دراجات على الطرق في جنوب إفريقيا. شاركت في دورة الألعاب الأولمبية الصيفية 2012 في سباق الطرق النسائية .

## روابط خارجية
- جوانا فان دي فينكل على موقع الاتحاد الدولي للدراجات (الإنجليزية)
- جوانا فان دي فينكل على موقع إحصائيات الدراجات الإحترافية (الإنجليزية)
- جوانا فان دي فينكل على موقع نسبة الدراجات (الإنجليزية)
- جوانا فان دي فينكل على موقع أوليمبيديا (الإنجليزية)